# Lycaena aihona
Lycaena aihona är en fjärilsart som beskrevs av Matsumura 1949. Lycaena aihona ingår i släktet Lycaena och familjen juvelvingar. Inga underarter finns listade i Catalogue of Life.